# Máret Ánne Sara

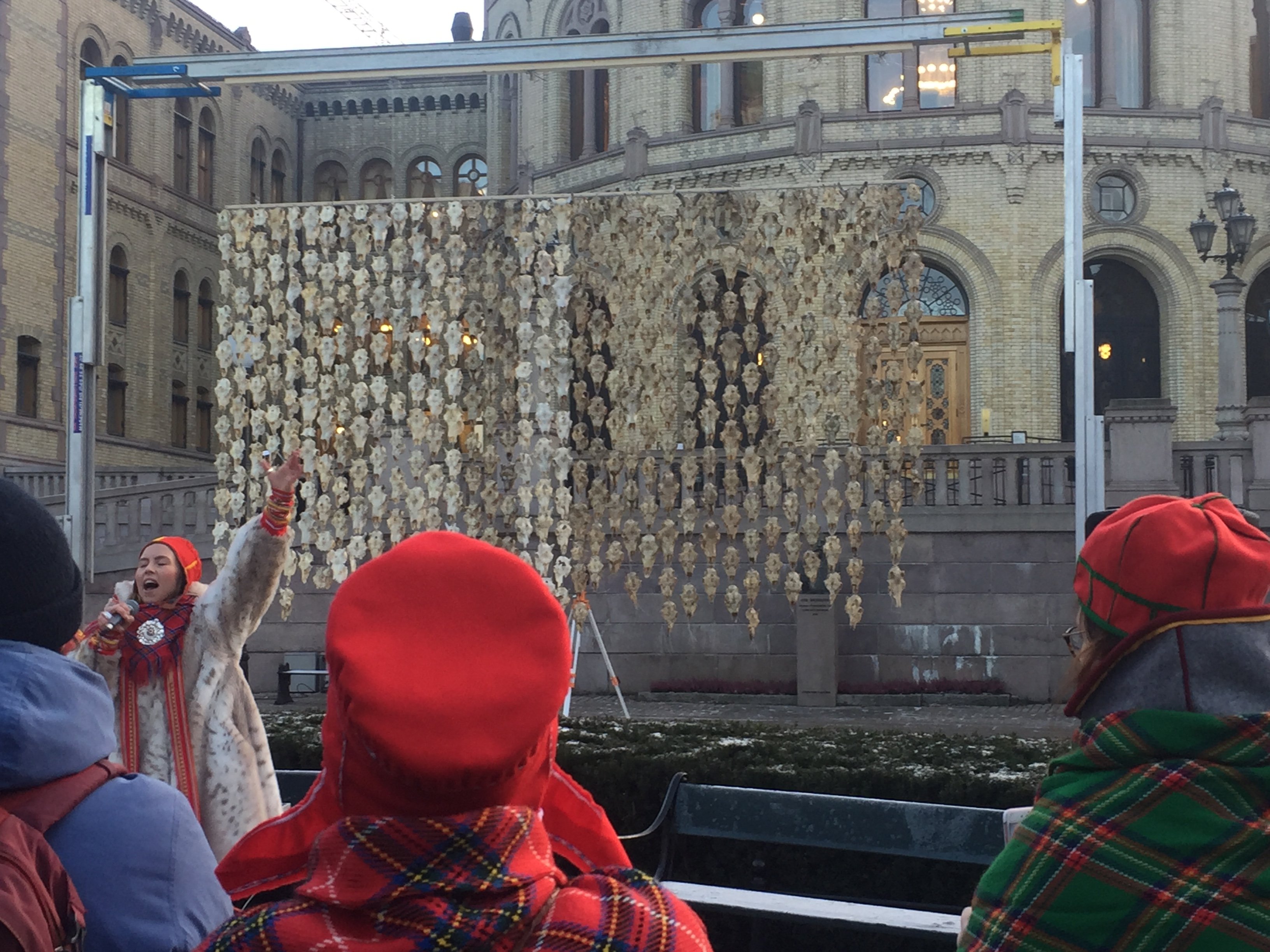
Protest med Sofia Jannok framför Stortinget i Oslo med Pile o'Sápmi, till förmån för Máret Anne Saras bror Jovsset Ánte Sara i en rättstvist med norska staten om obligatorisk renslakt, december 2017.

Máret Ánne Sara, född 23 december 1983 i Kautokeino är en norsk-samisk konstnär och författare.
Máret Ánne Sara växte upp i Finnmark i en renskötarfamilj med sommarbete på Kvaløya. Hon har utbildat sig i konst på Arts University i Bournemouth i Storbritannien. Hon nominerades till Nordiska rådets pris för barn- och ungdomslitteratur 2014.
Hon deltog 2017 i documenta 14 med installationen Pile o'Sápmi, med bland annat 400 renskallar.